# Wijken en buurten in Middelharnis
De voormalige Nederlandse gemeente Middelharnis (sinds 2013 deel van de nieuwe gemeente Goeree-Overflakkee) is voor statistische doeleinden onderverdeeld in wijken en buurten. De voormalige gemeente is verdeeld in de volgende statistische wijken:
- Wijk 00 (CBS-wijkcode:055900)

Een statistische wijk kan bestaan uit meerdere buurten. Onderstaande tabel geeft de buurtindeling met kentallen volgens het Centraal Bureau voor de Statistiek (2008):
| CBS-buurtcode | Buurtnaam                  | Inwonertal | Opp. totaal (ha) | Opp. land (ha) | Ligging                |
| ------------- | -------------------------- | ---------- | ---------------- | -------------- | ---------------------- |
| BU05590000    | Middelharnis-Sommelsdijk   | 6240       | 167              | 164            | Locatie in de gemeente |
| BU05590001    | Middelharnis-nieuwbouw     | 3430       | 102              | 101            | Locatie in de gemeente |
| BU05590002    | Nieuwe-Tonge               | 2370       | 164              | 164            | Locatie in de gemeente |
| BU05590003    | Stad aan 't Haringvliet    | 1270       | 119              | 116            | Locatie in de gemeente |
| BU05590004    | Sommelsdijk-Zuid nieuwbouw | 3040       | 57               | 57             | Locatie in de gemeente |
| BU05590009    | Verspreide huizen          | 1340       | 5547             | 5510           | Locatie in de gemeente |